# Inkomenselasticiteit
De inkomenselasticiteit (formeel: de inkomenselasticiteit van de vraag) is een uit de micro-economie afkomstige maatstaf voor de gevoeligheid van een inkomensverandering op de gevraagde hoeveelheid van een goed. De relatieve (procentuele) verandering van de gevraagde hoeveelheid wordt gedeeld door de relatieve (procentuele) inkomensverandering, waardoor de uiteindelijke uitkomst dimensieloos is. De waarde is bij de meeste goederen een positief getal. Een inkomensverandering leidt dan tot een verandering van de gevraagde hoeveelheid in dezelfde richting. Men spreekt dan van een normaal goed. Soms is de uitkomst negatief en leidt een inkomensverandering tot een verandering van de gevraagde hoeveelheid in tegengestelde richting. Men spreekt dan van een inferieur goed. Behalve voor het maken van deze goederenclassificatie kan de waarde van de inkomenselasticiteit ook worden gebruikt om te zien hoe het budgetaandeel, het aandeel van een goed binnen het inkomen zich ontwikkelt. Bij dit aspect hoort bij normale goederen het onderscheid tussen noodzakelijke goederen en luxe goederen.
Binnen de micro-economie wordt de vraag naar een goed geanalyseerd volgens het ceteris paribus-principe, waardoor bij de berekening van de inkomenselasticiteit andere vraagbepalende factoren dan het inkomen (zoals de prijs van dat goed, prijzen van andere goederen, het aantal vragers of hun voorkeuren) constant worden verondersteld.

## Berekening

### Bij meetbare veranderingen
Het gaat bij de bepaling van de inkomenselasticiteit om twee begrippen, inkomen (Y) en gevraagde hoeveelheid (qv), die met elkaar in causaal verband worden gebracht. Wiskundig gebeurt dit door de begrippen te delen, waarbij het gevolg (hier: de relatieve hoeveelheidsverandering) steeds boven de deelstreep en de oorzaak (hier: de relatieve verandering van het inkomen) steeds onder de deelstreep staan. In formulevorm is dat:
{\displaystyle {\text{inkomenselasticiteit}}\ {E_{Y}}={\frac {{\text{procentuele verandering gevraagde hoeveelheid}}\ {q_{v}}}{\text{procentuele verandering inkomen Y}}}={\frac {{\dfrac {q_{v(nieuw)}-q_{v(oud)}}{q_{v(oud)}}}\times \ 100\%}{{\dfrac {Y_{(nieuw)}-Y_{(oud)}}{Y_{(oud)}}}\times \ 100\%}}}
Procentuele (of relatieve) veranderingen hebben als voordeel dat de uitkomst onafhankelijk is van de oorspronkelijke meeteenheden. Bij absolute veranderingen zal bij een keuze voor euro's en kilogrammen de uitkomst anders worden dan bij een keuze voor eurocenten en grammen. Bij procentuele veranderingen is de uitkomst dimensieloos. Dit maakt onderlinge vergelijkingen van elasticiteiten van verschillende goederen mogelijk. De procentuele veranderingen worden steeds berekend ten opzichte van de oude waarden.
Voorbeeld: Als het inkomen van een persoon stijgt van €15.000 naar €16.500, dan neemt de gevraagde hoeveelheid van een goed toe van 200 kg naar 250 kg.
De inkomenselasticiteit bij deze combinatie van inkomen en gevraagde hoeveelheid van dat goed is dan {\displaystyle {\frac {+25\%}{+10\%}}=+2,\!5}
De uitkomst van 2,5 betekent dat een inkomensstijging van bijvoorbeeld 1% zal leiden tot een stijging van de gevraagde hoeveelheid met 2,5% (want 2,5 × 1% = 2,5%). Een inkomensdaling van bijvoorbeeld 2% zal leiden tot een daling van de gevraagde hoeveelheid met 5% (want 2,5 × 2% = 5%).

### Puntelasticiteit
In de economische werkelijkheid zijn veranderingen in inkomen of hoeveelheid altijd meetbaar. Er is dan sprake van een niet-continu functioneel verband tussen inkomen en hoeveelheid. Toch kan het in de economische theorie, zeker bij een modelmatige aanpak, gewenst zijn de verbanden te beschouwen als een continue functie. De veranderingen dienen dan zo klein te worden gemaakt dat ze niet meer meetbaar zijn. Het oude en nieuwe inkomen vallen nu samen, waardoor ook oude en nieuwe hoeveelheid samenvallen. Er kunnen dan geen procentuele veranderingen meer worden vastgesteld. De hierboven gegeven formule van de elasticiteit voor meetbare veranderingen (segmentelasticiteit) zal moeten worden herschreven tot een formule voor niet-meetbare veranderingen, de puntelasticiteit:
{\displaystyle E_{Y}={\frac {\%\ {\text{verandering vraag}}}{\%\ {\text{verandering inkomen}}}}={\frac {{\dfrac {q_{v(nieuw)}-q_{v(oud)}}{q_{v(oud)}}}\times \ 100\%}{{\dfrac {Y_{(nieuw)}-Y_{(oud)}}{Y_{(oud)}}}\times \ 100\%}}={\frac {\Delta q_{v}}{\Delta Y}}\times {\frac {Y_{(oud)}}{q_{v(oud)}}}} gaat bij een onmeetbaar kleine verandering van het inkomen 
{\displaystyle (\lim _{\Delta Y\to 0}{\frac {\Delta q_{v}}{\Delta Y}})\times {\frac {Y}{q_{v}}}} over in:
{\displaystyle {\frac {\partial q_{v}}{\partial Y}}\times {\frac {Y}{q_{v}}}}
De afgeleide formule voor de inkomenselasticiteit van de vraag luidt dus: {\displaystyle {\frac {\partial q_{v}}{\partial Y}}\times \ {\frac {\text{inkomen Y}}{{\text{hoeveelheid}}\ q_{v}}}}
Hierbij staat {\displaystyle {\frac {\partial q_{v}}{\partial Y}}} voor het (partieel) differentiaalquotiënt van de verandering van de gevraagde hoeveelheid (qv) als gevolg van de verandering van het inkomen (Y). Wiskundig is dit quotiënt de richtingscoëfficiënt of de eerste afgeleide van de inkomensvraagcurve (meestal Engelcurve genoemd) of van de raaklijn (bij een niet-lineaire Engelcurve). De functie moet dan wel expliciet in qv staan (dus de ongespecificeerde vorm qv={\displaystyle f}(Y) hebben), omdat Y hier de oorzaak, de onafhankelijke variabele is.

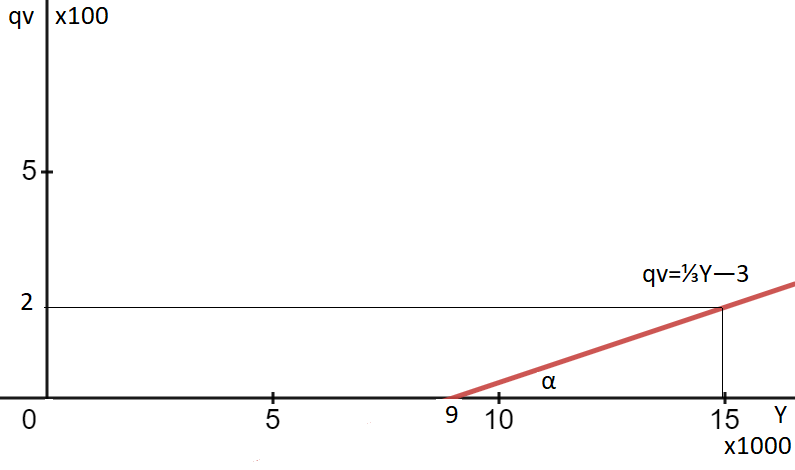
Figuur 1. Inkomensvraagfunctie q_{v}=⅓Y―3, waarbij Y het inkomen (x 1.000 geldeenheden) en q_{v} de gevraagde hoeveelheid van een goed (x 100 kilogram) is

Voorbeeld: een inkomensvraagfunctie luidt qv=⅓Y―3, waarbij Y het inkomen (x 1.000 geldeenheden) en qv de gevraagde hoeveelheid van een goed (x 100 kilogram) is. Deze functie is weergegeven in figuur 1. Uit de functie volgt dat als Y=15 (x €1000) dan qv=2 (x 100). De inkomenselasticiteit bij deze combinatie is dan
{\displaystyle {\frac {\partial q_{v}}{\partial Y}}\times {\frac {Y}{q_{v}}}} = {\displaystyle {\frac {1}{3}}\times {\frac {15}{2}}=2,5}. Bij de grafische weergave van een inkomensvraagfunctie staat het inkomen Y, zoals gebruikelijk bij de onafhankelijke variabele, op de horizontale as (hoewel in Amerikaanse leerboeken het inkomen Y juist op de verticale as staat). Het differentiaalquotiënt {\displaystyle {\frac {\partial q_{v}}{\partial Y}}} wordt weergegeven door tan∠α. Uit de grafiek blijkt verder dat het inkomen eerst een hoogte van 9 (x 1000) moet bereiken, voordat deze consument dit goed zal (kunnen of willen) aanschaffen. Dit noemt men een drempelinkomen en is kenmerkend voor de categorie luxe goederen.

## Indeling van goederen op basis van hun inkomenselasticiteit EY

### De waarde van EYis positief: normale goederen
Met behulp van de inkomenselasticiteit kan een classificatie van goederen tot stand worden gebracht. De waarde van de inkomenselasticiteit is bij de meeste goederen een positief getal. Dit worden normale goederen genoemd. Een inkomensverandering leidt dan tot een verandering van de gevraagde hoeveelheid in dezelfde richting. Naarmate een consument rijker wordt zal de vraag naar dat goed toenemen. Hoe kleiner de waarde van de (positieve) inkomenselasticiteit, hoe kleiner de mate van toename.

#### De waarde van EYis groter dan 1: luxe goederen

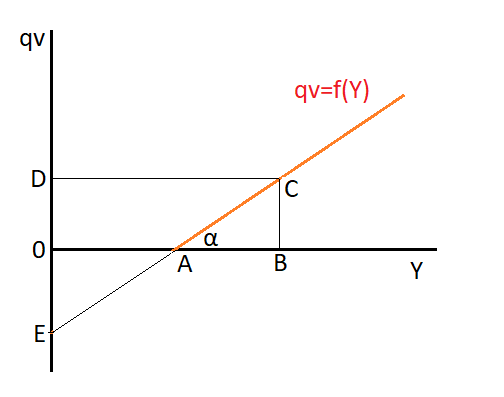
Figuur 2. Meetkundige verduidelijking dat E_{y} van een luxegoed >1 is. Het traject OA is het drempelinkomen.

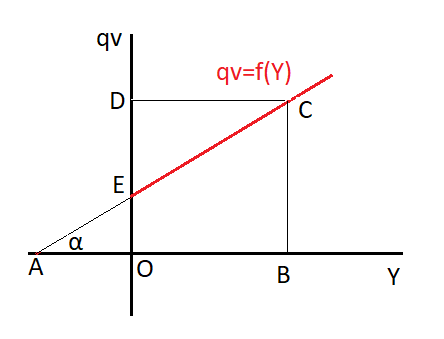
Figuur 3. Meetkundige verduidelijking dat E_{y} van een noodzakelijk goed <1 is. Het traject OE geeft de noodzaak van dit goed weer.

De inkomenselasticiteit van combinatie C kan met behulp van figuur 2 worden bepaald:
{\displaystyle E_{Y}={\frac {\partial q_{v}}{\partial Y}}\times {\frac {Y}{q_{v}}}={\text{tan∠α}}\times {\frac {Y}{q_{v}}}=}
{\displaystyle ={\frac {BC}{AB}}\times {\frac {OB}{OD}}} Omdat OD=BC geldt ook {\displaystyle E_{Y}={\frac {OB}{AB}}} ofwel {\displaystyle E_{Y}={\frac {EC}{AC}}}
De inkomenselasticiteit is in figuur 2 gelijk aan de verhouding van EC (de afstand van C tot het snijpunt met de verticale (qv)-as) ten opzichte van AC (de afstand van C tot het snijpunt met de horizontale (Y)-as). In punt C is deze verhouding groter dan één. Een relatieve verandering van de gevraagde hoeveelheid is groter dan de relatieve verandering van het inkomen. Dit is het kenmerk van een luxe goed. Uit de grafiek blijkt namelijk dat het inkomen eerst de hoogte OA moet bereiken, voordat deze consument dit goed zal (kunnen) aanschaffen. Dit noemt men een drempelinkomen, waardoor dit soort goederen ook wel drempelgoederen worden genoemd. Door de aanwezigheid van deze drempel OA is, althans bij een lineaire curve, de waarde van de elasticiteit steeds groter dan één.

#### De waarde van EYligt tussen 0 en 1: noodzakelijke goederen
De inkomenselasticiteit van combinatie C kan met behulp van figuur 3 worden bepaald:
{\displaystyle E_{Y}={\frac {\partial q_{v}}{\partial Y}}\times {\frac {Y}{q_{v}}}={\text{tan∠α}}\times {\frac {Y}{q_{v}}}} = 
{\displaystyle ={\frac {BC}{AB}}\times {\frac {OB}{OD}}} Omdat OD=BC geldt ook {\displaystyle E_{Y}={\frac {OB}{AB}}} ofwel {\displaystyle E_{Y}={\frac {EC}{AC}}}
De inkomenselasticiteit is in figuur 3 gelijk aan de verhouding van EC (de afstand van C tot het snijpunt met de verticale (qv)-as) ten opzichte van AC (de afstand van C tot het snijpunt met de horizontale (Y)-as). In punt C is deze verhouding kleiner dan één. Een relatieve verandering van de gevraagde hoeveelheid is kleiner dan de relatieve verandering van het inkomen. Uit de grafiek blijkt namelijk dat deze consument dit goed ook zal consumeren als hij geen inkomen heeft. Hij kan in dat geval slechts in zijn behoeften voorzien door eerdere besparingen aan te spreken, een schenking, een lening of zelfs door diefstal. Het traject OE op de hoeveelheidsas is het kenmerk van een noodzakelijk goed, ook wel primair goed genoemd en zorgt, althans bij een lineaire curve, steeds voor een elasticiteitswaarde tussen nul en één.

### De waarde van EYis negatief: inferieure goederen

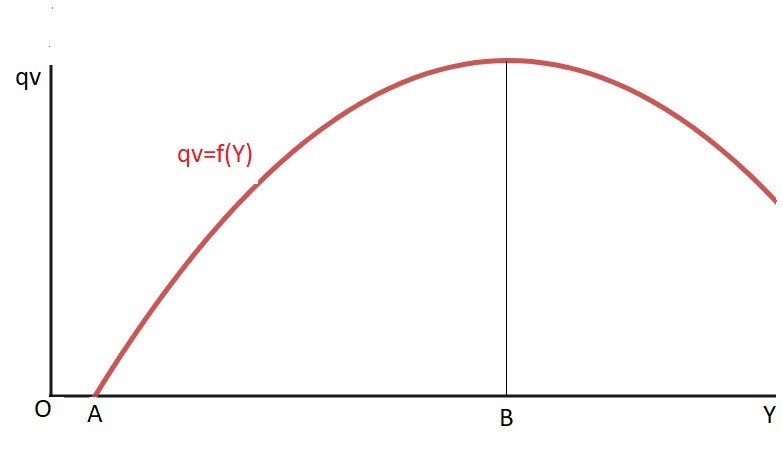
Figuur 4. Inkomensvraagcurve voor een inferieur goed bij een inkomen groter dan B

Bij een toenemend inkomen zullen voor veel goederen substituten bereikbaar worden, die in de ogen van de consument beter zijn dan de oorspronkelijk goederen. Vanaf dat verzadigingsinkomen zullen die goederen dan ook worden vervangen door de meer gewenste substituten en zal er bij een verdere stijging van het inkomen juist minder van het oorspronkelijke goed worden aangeschaft. Vanaf dat moment heet dat oorspronkelijk goed een inferieur goed. Een inkomensstijging leidt tot een geringere vraag en een inkomensdaling tot een toename van de vraag. Door deze tegenovergestelde beweging is de inkomenselasticiteit van inferieure goederen negatief.
In figuur 4 is een niet-lineaire inkomensvraagcurve weergegeven. Bij een inkomen groter dan B neemt bij een toenemend inkomen de vraag naar dit goed af. De curve heeft vanaf dat moment een dalend verloop, het betreffende goed is een inferieur goed geworden. Dit houdt echter geen waardeoordeel in. Het gaat niet om slechte kwaliteit, maar om goederen waar volgens de consument op dat moment een beter alternatief voor is. Voorbeelden zijn margarine (dat bij een bepaald inkomen bijvoorbeeld wordt vervangen door palmolievrije margarine of door roomboter) of meubels van IKEA, die vanaf een bepaald inkomen inferieur worden ten opzichte van meubels uit speciaalzaken.

### Relatie tussen inkomenselasticiteit en budgetaandeel
De inkomenselasticiteit van een goed kan ook worden gebruikt om een uitspraak te doen over de ontwikkeling van het aandeel van dat goed binnen het inkomen als dat inkomen verandert. Dit is het budgetaandeel (hier met symbool ba), dat wordt gedefinieerd als:
{\displaystyle b_{a}={\frac {p\times q_{v}}{Y}}}
Hierbij staat Y voor het inkomen van de consument, hier gelijk aan de totale uitgaven en p.qv voor de uitgaven aan het betreffende goed. Omdat qv ook afhankelijk is van de inkomensvraagfunctie qv={\displaystyle f}(Y) is het budgetaandeel ba op dubbele wijze afhankelijk van het inkomen Y zodat ook geldt
{\displaystyle b_{a}={\frac {p\times f(Y)}{Y}}}
De invloed van een inkomensverandering op het budgetaandeel is bij inferieure goederen (EY<0) duidelijk vast te stellen. Een stijging van het inkomen Y leidt tot een daling van het budgetaandeel en een inkomensafname tot een stijging van het aandeel van de uitgaven aan dat goed binnen het inkomen. Omdat p wegens de ceteris paribus-voorwaarde constant wordt verondersteld bewegen Teller en noemer zich in tegenovergestelde richting. Zij versterken elkaar, waardoor de uitkomst eenduidig is. 
Bij normale goederen (EY>0) bewegen bij een inkomensverandering zowel qv in de teller als Y in de noemer zich in dezelfde richting. Zij werken elkaar tegen zoadt het eindresultaat op ba niet eenduidig kan worden vastgesteld. Het uiteindelijke effect hangt af van de relatieve verandering van teller ten opzichte van de relatieve verandering van de noemer. Omdat p wegens de ceteris paribus-voorwaarde constant wordt verondersteld, is het eindeffect van een inkomenswijziging op het budgetaandeel ba afhankelijk van de inkomenselasticiteit Ey. In welke richting het budgetaandeel zich uiteindelijk beweegt, kan wiskundig worden vastgesteld: 
Uitgangpunt vormt {\displaystyle b_{a}={\frac {p\times f(Y)}{Y}}}. Deze vergelijking wordt gedifferentieerd naar Y met behulp van de quotiëntregel, omdat Y zowel in teller als noemer staat:
{\displaystyle {\frac {db_{a}}{dY}}={\frac {d{(p\times {f(Y)\times {\frac {1}{Y}}}})}{dY}}={\frac {p}{Y}}\times ({\frac {df(Y)}{dY}}-{\frac {f(Y)}{Y}})={\frac {p}{Y}}\times {\frac {f(Y)}{Y}}\times ({\frac {df(Y)}{dY}}\times {\frac {Y}{fY}}-1)=}
{\displaystyle {\frac {db_{a}}{dY}}={\frac {b_{a}}{Y}}\times ({E_{Y}-1})}
Omdat {\displaystyle {\frac {b_{a}}{Y}}} altijd positief is, wordt het teken van {\displaystyle {\frac {db_{a}}{dY}}} uiteindelijk bepaald door {\displaystyle ({E_{Y}-1})}. Er zijn drie situaties mogelijk:
- Als de inkomenselasticiteit EY groter is dan 1 (dus bij luxegoederen) is de uitkomst positief en zal bij een inkomensstijging het budgetaandeel van dat goed toenemen. Bij een stijging van het inkomen stijgt de toename van de uitgaven aan luxegoederen relatief sneller dan dat het inkomen stijgt. Het budgetaandeel van deze goederen neemt toe. De Engelcurve voor luxegoederen vertoont een progressief stijgend verloop.
- Daarentegen is bij 0<EY<1 (dus bij noodzakelijke goederen) de uitkomst negatief en zal het budgetdeel afnemen bij een stijgend inkomen. Dit verschijnsel was reeds in de 19e eeuw voor voedingsmiddelen beschreven door de Duitse statisticus Ernst Engel (1821-1896) en staat bekend als de wet van Engel. Bij een stijging van het inkomen blijft de toename van de uitgaven aan noodzakelijke goederen verhoudingsgewijs achter bij de inkomenstoename, waardoor het budgetaandeel van deze goederen afneemt. De Engelcurve voor noodzakelijke goederen vertoont een degressief stijgend verloop.
- Een bijzondere waarde is een inkomenselasticiteit die gelijk is aan 1. Het budgetaandeel zal dan constant blijven.

### Bijzondere waarden

#### EY= 1 (oorspronggoed)

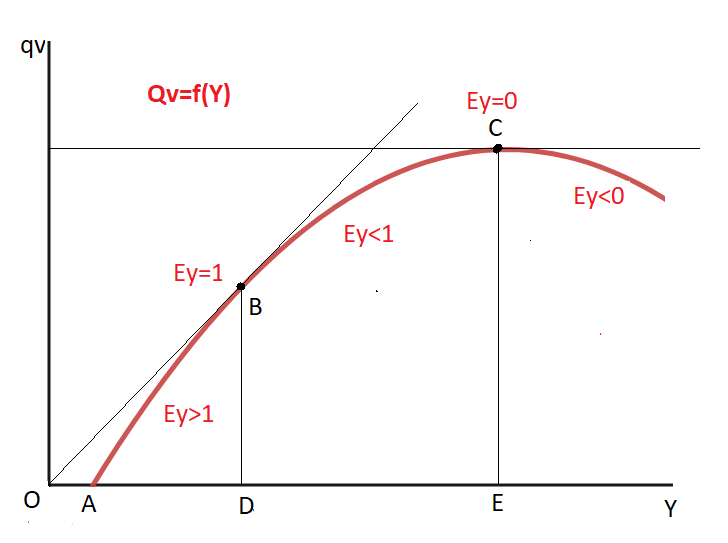
Figuur 5. Classificatie van goederen op basis van diverse waarden van de inkomenselasticiteit E_{y}

Bij een inkomenselasticiteit van 1 is de relatieve verandering van de gevraagde hoeveelheid gelijk aan die van het inkomen. Het budgetaandeel blijft daardoor constant. De inkomensvraaglijn (of de raaklijn bij een niet-lineaire curve) loopt precies door de oorsprong. In figuur 5 geldt dit voor punt B. Een goed met een inkomenselasticiteit van 1 wordt daarom een oorspronggoed genoemd. 

#### EY= 0 (indifferent goed)
Bij een inkomenselasticiteit van 0 reageert de gevraagde hoeveelheid in het geheel niet op een inkomensverandering. De inkomensvraaglijn (of de raaklijn bij een niet-lineaire curve) loopt evenwijdig aan de horizontale (Y) as. In figuur 5 geldt dit voor punt C. Een goed met een inkomenselasticiteit van 0 wordt daarom een indifferent goed genoemd. Een voorbeeld is een geneesmiddel. Zo zal de vraag naar insuline (dat gebruikt wordt bij diabetes) worden bepaald door medische factoren die los staan van een inkomensontwikkeling.

### Samenvattend overzicht
Samenvattend kan uit figuur 5 een schematisch overzicht van goederen op basis van hun waarde van de inkomenselasticiteit worden gemaakt:
| Categorie        | Subcategorie                      | Waarde Ey | Effect van inkomensverandering op vraag                      | Effect van inkomensverandering op budgetaandeel                       | Inkomenstraject afbeelding 5           |
| ---------------- | --------------------------------- | --------- | ------------------------------------------------------------ | --------------------------------------------------------------------- | -------------------------------------- |
| normaal goed     | luxegoed of drempelgoed           | Ey>1      | Bij toename (afname) van het inkomen neemt de vraag toe (af) | Bij toename (afname) van het inkomen neemt het budgetaandeel toe (af) | traject AD                             |
| "                | oorspronggoed                     | Ey=1      | Bij toename (afname) van het inkomen neemt de vraag toe (af) | Het budgetaandeel blijft constant                                     | inkomen D (combinatie B)               |
| "                | noodzakelijk goed of primair goed | 0<Ey<1    | Bij toename (afname) van het inkomen neemt de vraag toe (af) | Bij toename (afname) van het inkomen neemt het budgetaandeel af (toe) | traject DE                             |
| indifferent goed |                                   | Ey=0      | De vraag is onafhankelijk van het inkomen                    | Geen effect op het budgetaandeel                                      | inkomen E (combinatie C)               |
| inferieur goed   |                                   | Ey<0      | Bij toename (afname) van het inkomen neemt de vraag af (toe) | Bij toename (afname) van het inkomen neemt het budgetaandeel af (toe) | traject na inkomen E (na combinatie C) |

## Gebruikte literatuur
Zeer leesbare Nederlandstalige inleidingen met betrekking tot de inkomenselasticiteit tot en met het niveau van de eerste jaren van het hoger onderwijs:
- Decoster, André (red.), Economie. Een inleiding, Leuven (Universitaire Pers Leuven) 2010, ISBN 978-90-5867-797-6, pp. 140-145 en de wiskundige bijlage op p. 174.
- Dietz, F.J. (red.), W.J.M. Heijman, E.P. Kroese, Leerboek algemene economie. Micro-economie, Leiden (Stenfert Kroese) 1990, ISBN 90-207-1990-4, pp. 155–158.